# Mladi Mesec (strip)
Mladi Mesec јe epizoda seriјala Mali rendžer (Kit Teler) obјavljena u Lunov magnus stripu br. 186. Epizoda јe premijerno u bivšoj Jugoslaviji objavljena u zimu 1976. godine. Koštala je 6 dinara (0,34 $; 0,85 DEM). Imala je 121 stranicu. Izdavač јe bio Dnevnik iz Novog Sada. Ove epizoda nastavlja se u LMS187 Kitov trijumf.

## Originalna epizoda
Prvi deo ove epizode objavljen je u svesci br. 71 pod nazivom Bande rivali, a drugi deo u br, 72 Assalto a Valle Nera, koje su izašle premijerno u Italiјi u izdanju Sergio Bonnelli Editore u oktorbu, odn. novembru 1969. godine. Koštala јe 200 lira (0,32 $; 1,27 DEM).

## Kratak sadržaj
Kit, Frankie i Brandy Jim slučajno se nađu u gradiću gdje dobro organizirana banda ciljano pljačka banku i rudnik istih vlasnika.

### Glavni likovi
"Uz naše rendžere, u ovoj epizodi imamo i plejadu raznovrsnih likova, a bio bi red spomenuti najvažnije: Barrison & MacFarlane - glavni negativci, bivši razbojnici i revolveraši, a sada ugledni vlasnici banke i rudnika na meti pljačkaša.
Eleonor Meryoung (Miss Misterija) - kćer bijelca i Indijanke iz plemena Sioux koja se nedavno pojavila s dokumentom po kojoj joj pripada zemlja u blizini grada i tamo sa skupinom Indijanaca počela uzgajati stoku. Lavezzolo nam je u prologu odmah opisao njeno nesretno djetinjstvo - smrt majke i ubojstvo oca nakon otkrića zlatne žile. Samim time, odmah nam je dano na znanje da je ona organizator pljački zbog osvete ubojicama njenog oca.
Šerif Nelson White - pravedan, sposoban i dobro organiziran šerif grada s očiglednim simpatijama prema lijepoj Miss Misteriji. Zbog toga odbacuje svaku možebitnu sumnju na povezanost njene indijanske zajednice s pljačkama.
Izaslanik Pravednih - nepotreban lik koji bi trebao ovu priču malo izdići iz standardne kolotečine stripova i filmova vestern tematike. Pripada "Sudu pravednih", organizaciji zakamufliranih ljudi kojima je cilj kazniti krivce koji su pobjegli zakonu i ispraviti nepravde. Ovo mi je prvi put da sam se susreo s organizacijom zakamufliranih ljudi koji su pozitivci. Po tom pitanju ovo je definitivno originalan detalj, a to što nema neke logike i uvelike kvari ozbiljnost cijele priče je drugi par postola. Možda će se ovaj superherojski element nekome svidjeti, ali meni bi bila puno bolja priča bez tog lika i njegove organizacije".

## Analiza epizode
"Jedan tipičan vestern u najboljem stilu majstora Lavezzolija. Pitka priča koja počinje prologom iz prošlosti o nesretnoj sudbini djevojčice iz miješanog braka bijelca i Indijanke. Istina, s tim prologom, iskusnom čitatelju je skoro sve jasno od samog početka, ali Lavezzolo i nije ciljao na nikakva iznenađenja i preokrete popularne u većini modernih serijala. On priču gradi polako i na logičan način, bez nekih superjunačkih elemenata, također popularnih u većini sličnih serijala. Istina, tu je ubacio "Sud pravednih" koji se bori da izbori pravdu tamo gdje je zakon podbacio. Tu imamo taj superjunački, a i iznenađujući element, koji, po meni, kvari ukupan dojam. Priča bi sasvim dobro funkcionirala bez toga!
Naši rendžeri većinom su ovdje samo puki promatrači i sasvim su lijepo uklopljeni u cijelu situaciju. Tek tu i tamo Kit, a i Frankie, pokažu da nisu bezveze oni najpoznatiji teksaški rendžeri, iako načelno pripomažu šerifu, koji, zajedno sa svojim zamjenikom, drži situaciju pod kontrolom".

## Prethodna i naredna epizoda
Prethodna epizoda nosi naziv Veliki Grom (LMS183), a naredna Kitov trijumf (LMS187).

## Reprize
Epzioda je reprizirana u izdanju hrvatske kuće Van Gogh br. 72 pod nazivom Obračun u crnoj dolini u decembru 2012. god. U Srbiji epziode Malog rendžera još nisu reprizirane.

## Galerija
- Naslovna strana reprize epziode Obračun u Crnoj dolini. Izdanje Van Gog 2012.